# Jacques Bergier
Jacques Bergier (fr. wym. [ʒak bɛʀʒie], ros. Яков Михайлович Бергер; ur. 8 sierpnia 1912 w Odessie, zm. 23 listopada 1978 w Paryżu) – chemik, członek francuskiego ruchu oporu, dziennikarz i pisarz pochodzenia polsko-żydowskiego.
Jego dziadek był rabinem, a ojciec stosunkowo zamożnym sklepikarzem. Matka, z domu Krzemieniecka, pochodziła z polskiej wioski, w której rodzina Bergierów schroniła się w trakcie rewolucji bolszewickiej. W 1925 r. przenieśli się do Francji z powodów ekonomicznych. 
Był z wykształcenia chemikiem i poświęcił się badaniom w dziedzinie chemii jądrowej. Należał do zespołu przeprowadzającego pionierskie badania polonu.
W czasie II wojny światowej wstąpił do francuskiego ruchu oporu; był założycielem siatki Marco Polo. Rozwinął łączność radiową i opracował różne urządzenia do prowadzenia sabotażu i działań partyzanckich. Z Lyonu, gdzie wytwarzane były części do rakiet V-2, przekazywał do Londynu informacje wywiadowcze, które przyczyniły się do zbombardowania bazy tych rakiet w Peenemünde.
Jacques Bergier interesował się alchemią we Francji, co wyraził w książce napisanej wspólnie z Louis Pauwelsem – Le Matin des Magiciens (Poranek Magów), wydanie Gallimard w 1960. Bergier znany jest ze swoich zainteresowań poza naukowych, niektóre jego książki zaliczane są do ezoteryki i literatury science-fiction, inne do literatury szpiegowskiej.
Jacques Bergier wierzył w istnienie istot pozaziemskich, a także w ich wpływ na życie ludzi już od najdawniejszych czasów. Razem z Louis Pauwelsem tworzył literaturę nazwaną „realizmem fantastycznym”. Uważał jednak, że dziedzina badań nad tymi odrzucanymi przez oficjalną naukę wymaga ścisłego rygoru naukowego i tym się zajmował. Dla przykładu: nie wierzył w bajki o latających spodkach w powszechnym rozumieniu tego terminu, lecz zajmował się wyjaśnianiem fenomenu w sposób innowacyjny.
Został odznaczony Legią Honorową, Krzyżem Wojennym i Medalem Francuskiego Ruchu Oporu z Rozetą.